# Rudolf Essek
Rudolf Essek (* 4. März 1882 als Wilhelm Heinrich Rudolph Essig in Wiesbaden; † 11. Januar 1941 in Berlin) war ein deutscher Film- und Theater-Schauspieler.

## Leben
Der Sohn des Eisenbahn-Diätars und späteren Musiklehrers Christian Essig und seiner Frau Marianne, geb. Goldschmidt, ging direkt von der Schulbank zur Bühne. Seine erste Verpflichtung führte ihn 1901 ans Zürcher Central-Theater, wo er begann, unter dem Nachnamen Essek aufzutreten. Nach einem Abstecher ans Apollo-Theater von Bern in der Spielzeit 1902/03 kehrte der gebürtige Wiesbadener 1903 nach Zürich zurück und nahm ein Engagement vom Stadttheater an. 1905 wechselte Essek nach Heidelberg, 1908 nach Würzburg, 1909 nach Breslau, 1912 nach Essen und im Jahr darauf nach Zittau.
Im selben Jahr (1913) gab Essek mit der Hauptrolle des Martin Luther in Erwin Bárons historischem Drama Die Wittenberger Nachtigall seinen Einstand vor der Kamera. Kurz nach Ausbruch des Ersten Weltkriegs eingezogen (1914/15), kehrte Rudolf Essek 1915 an die Bühne (Landestheater Karlsruhe) zurück. In Karlsruhe blieb er bis 1921, in dieser Zeit kam Essek für Filmrollen mehrfach nach Berlin. Anschließend ging Rudolf Essek auf Tournee und folgte weiteren Verpflichtungen an Spielstätten in Zürich, Leipzig und Königsberg. Ab 1922 führte er den Nachnamen Essek auch amtlich.
In Berlin ließ er sich mit Beginn des Dritten Reichs nieder. Dort fand Essek erst ab 1934 wieder regelmäßige Arbeit am Theater (Theater am Schiffbauerdamm, Die Tribüne, zuletzt Künstlertheater), stand aber bereits seit dem vorhergehenden Jahr regelmäßig vor der Kamera.
Wie auf der Bühne spielte Essek im Tonfilm durchgehend Chargen von Klein- bis Kleinstformat. Man sah ihn als Rechtsanwalt (Glück im Schloß) und als Hoteldirektor (Der Tiger von Eschnapur), als Lord (Mädchenjahre einer Königin) und als Kapitän (Verwandte sind auch Menschen), als Korrepetitor (Der singende Tor) und als Kellner (Das Einmaleins der Liebe), als Sanitätsrat (Maria, die Magd) und als Rezeptionschef (Seitensprünge), als Clubdirektor (Der Mustergatte) und als Clubdiener (Liebesbriefe aus dem Engadin).
Essek war von 1907 bis 1911 mit Elisabeth, geb. Tübbecke, und von 1915 bis zu seinem Tod mit Klara, geb. Frahm, verheiratet. Er starb 1941 in seiner Wohnung in Berlin-Schöneberg an einer Lungenentzündung.

## Filmografie
- 1913: Die Wittenberger Nachtigall
- 1915: Fluch der Schönheit
- 1915: O diese Männer
- 1915: Die Einödspfarre
- 1915: Evas Seelengrösse
- 1915: Und sie fanden sich wieder
- 1916: Ullas Weg
- 1916: Die Töchter des Eichmeisters
- 1916: Theophrastus Paracelsus
- 1917: E, der scharlachrote Buchstabe
- 1918: Im Zeichen der Schuld
- 1919: Brüder
- 1919: Die Rache der Banditen
- 1921: Der Weg zur Sonne
- 1925: Freies Volk
- 1933: Der geheimnisvolle Perser
- 1933: Glück im Schloss
- 1933: Die vom Niederrhein
- 1934: Ich sehne mich nach dir
- 1934: Die Insel
- 1934: Jede Frau hat ein Geheimnis
- 1934: Der junge Baron Neuhaus
- 1934: So endete eine Liebe
- 1934: Herz ist Trumpf
- 1935: Sie und die Drei
- 1935: Königstiger
- 1935: Ich war Jack Mortimer
- 1935: Ein idealer Gatte
- 1935: Das Einmaleins der Liebe
- 1935: Viktoria
- 1935: Der mutige Seefahrer
- 1936: Die Leute mit dem Sonnenstich
- 1936: Maria, die Magd
- 1936: Der schüchterne Casanova
- 1936: Hummel – Hummel
- 1936: Das Hofkonzert
- 1936: Auf eigene Faust
- 1936: Mädchenjahre einer Königin
- 1937: Gleisdreieck
- 1937: Papas Fehltritt
- 1937: Tango Notturno
- 1937: Der Mustergatte
- 1937: Die Fledermaus
- 1937: Der Tiger von Eschnapur
- 1938: Du und ich
- 1938: Liebesbriefe aus dem Engadin
- 1939: Der singende Tor
- 1939: La casa lontana (italienische Fassung von Der singende Tor)
- 1939: In letzter Minute
- 1939: Tee zu zweien
- 1939: Seitensprünge
- 1940: Verwandte sind auch Menschen
- 1940: Das Mädchen von Saint Coeur (Kurzfilm)
- 1940: Die Rothschilds